# Eric del Castillo
J. Eduardo Eric del Castillo-Negrete Galván (Celaya, 22 de Julho de 1930 ), é um ator mexicano de teatro, cinema e televisão.

## Carreira

### Televisão e cinema
Ao longo de seus anos de atuação, Del Castillo frequentemente representa personagens energéticos, ásperos e vigorosos. Em 1959, participou do Mark Sparrowhawk, filme pertencente aos filmes da série "Adventures of Black Whip". Depois de vários anos de pequenas participações, em 1963 ele ganhou o papel principal em "Rostro infernal". A partir desses anos, sua carreira artística começou a se consolidar e continua até hoje. Participou de cerca de 300 filmes, entre eles, "Tiburoneros" (1962), "La generala" (1970), "Perro callejero" (1978), "Vagabunda" (1993), entre outros.
Em 1976, ele fez o enredo do filme "Víbora caliente", sob a direção de Fernando Durán Rojas, além de fazer parte do elenco. Mais tarde, ele estrelou o filme "El extraño hijo del sheriff" (1982), onde também colaborou como roteirista. Nesse mesmo ano, dirigiu e estrelou o filme "Las sobrinas del diablo". 
Já se apresentou em mais de 45 telenovelas desde sua estreia em 1962 com "La Herencia". Suas participações incluem Duelo de pasiones (1968), "Alondra" (1995), La mentira (1998), Un gancho al corazón (2009). Em 2010 teve participação especial no melodrama de Nicandro Diaz, Soy tu dueña. Sob a direção do produtor Angelli Nesma, ele fez suas últimas intervenções na telinha com Abismo de pasión (2012), Lo que la vida me robó (2013-2014), Que te perdone Dios (2015), Tres veces Ana (2016) e Mi marido tiene familia (2017).

## Vida Pessoal
Del Castillo foi casado em 1964 com a atriz de origem Dominicana Roxana Billini Santamaría, e a 19 de novembro de 1965 nasceu seu filho Eduardo Esteban del Castillo-Negrete Ponciano Billini, que estudou Direito na Faculdade de Direito da UNAM. Alguns anos mais tarde ele se divorciou, e a 23 de maio de 1969 casou-se com Kate Graham Trillo, com quem têm duas filhas, Veronica e a atriz Kate del Castillo.
Em 2003, Del Castillo concorreu como chefe de Tlalpan borough pelo Partido Ação Nacional, perdendo para Carlos Imaz do PRD. Em setembro de 2011 abriu em San Antonio, Texas, a Academia de Arte de Eagle Eye. Em agosto de 2012, Del Castillo confirmou que ele tinha câncer de próstata, para o qual ele recebeu pílulas de quimioterapia e as injeções indicadas como parte do tratamento. Em maio de 2013, ele anunciou que havia completado com sucesso o tratamento e que não havia nenhum problema com a doença.

## Trajetória

### Telenovelas
| Televisão   | Televisão                     | Televisão                                 | Televisão |
| Ano         | Título                        | Personagem                                |           |
| ----------- | ----------------------------- | ----------------------------------------- | --------- |
| 2024        | Mi amor sin tiempo            | Álvaro Sánchez                            |           |
| 2024        | Vivir de amor                 | Emilio Rivero Cuéllar                     |           |
| 2022 - 2023 | Mi secreto                    | Padre David Calderón Díaz                 |           |
| 2022        | Esta historia me suena Vol. 5 | Saturnino                                 |           |
| 2020        | La doña 2                     | Jefe Ricardo Vidal                        |           |
| 2017        | Mi marido tiene familia       | Hugo Aguilar Sr.                          |           |
| 2016        | Tres veces Ana                | Evaristo Guerra                           |           |
| 2016        | Corazón que miente            | Don Manuel Salvatierra Neri               |           |
| 2015        | Que te perdone Dios           | Bruno Flores Riquelme                     |           |
| 2013 - 2014 | Lo que la vida me robó        | Padre Anselmo Quiñones                    |           |
| 2012        | Abismo de pasión              | Lucio Elizondo                            |           |
| 2010        | Soy tu dueña                  | Frederico Montesinos                      |           |
| 2008 - 2009 | Un gancho al corazón          | Marcos Lerdo de Tejada                    |           |
| 2007 - 2008 | Pasión                        | Gaspar de Valdez                          |           |
| 2006 - 2007 | Mundo de fieras               | Germán                                    |           |
| 2006        | La verdad oculta              | Gregorio Pineda                           |           |
| 2004 - 2005 | Apuesta por un amor           | Chepe Estrada                             |           |
| 2003        | Niña amada mía                | Clemente Soriano                          |           |
| 2001        | Amigas y rivales              | Roberto De la O                           |           |
| 1999 - 2000 | Mujeres engañadas             | Jorge Martínez                            |           |
| 1999 - 2000 | Cuento de Navidad             | Melquíades                                |           |
| 1999        | Nunca te olvidaré             | Licenciado Méndez                         |           |
| 1998        | La mentira                    | Teodoro "Teo" Fernández-Negrete           |           |
| 1997-1998   | Huracán                       | Fernán Vargas Lugo                        |           |
| 1996        | La culpa                      | Licenciado Yllades                        |           |
| 1995-1996   | María la del Barrio           | Juez                                      |           |
| 1995-1996   | Lazos de amor                 | Sacerdote                                 |           |
| 1995        | Alondra                       | Baldomero Díaz                            |           |
| 1993-1994   | Más allá del puente           | Daniel Santana                            |           |
| 1992        | De frente al sol              | Daniel Santana                            |           |
| 1990        | Cuando llega el amor          | Rafael Contreras                          |           |
| 1989        | Luz y sombra                  | Bernal Suárez de la Garza                 |           |
| 1987        | El precio de la fama          | Alfonso Bernal                            |           |
| 1987        | Senda de gloria               |                                           |           |
| 1985 - 2006 | Mujer, casos de la vida real  | Varios                                    |           |
| 1983        | El maleficio                  | Carlos Reyes                              |           |
| 1981        | Nosotras las mujeres          | Manuel                                    |           |
| 1980        | Tania                         | Juan                                      |           |
| 1979        | Añoranza                      |                                           |           |
| 1979        | No tienes derecho a juzgarme  |                                           |           |
| 1979        | Yara                          | Juan Carlos                               |           |
| 1977        | Yo no pedí vivir              | Pedro                                     |           |
| 1974        | Mundo de juguete              |                                           |           |
| 1974        | La tierra                     | Estrada                                   |           |
| 1973        | Mi rival                      | Estrada                                   |           |
| 1972        | El carruaje                   | Coronel Nicolás Romero/Pedro Meoqui/Sabás |           |
| 1971        | La maldición de la blonda     |                                           |           |
| 1971        | Lucía Sombra                  | Santiago Rangel                           |           |
| 1970        | La Constitución               |                                           |           |
| 1968        | Pueblo sin esperanza          |                                           |           |
| 1968        | Duelo de pasiones             | Ángel                                     |           |
| 1967        | Felipa Sánchez, la soldadera  | López                                     |           |
| 1966        | El medio pelo                 | Guadalupe Marcial                         |           |
| 1965        | Tú eres un extraño            |                                           |           |
| 1964        | El dolor de vivir             |                                           |           |
| 1963        | La sombra del otro            |                                           |           |
| 1963        | Grandes ilusiones             |                                           |           |
| 1963        | Lo imperdonable               |                                           |           |
| 1962        | La herencia                   |                                           |           |

### Filmes
| Cinema | Cinema                                           | Cinema                                             | Cinema |
| Ano    | Título                                           | Personagem                                         |        |
| ------ | ------------------------------------------------ | -------------------------------------------------- | ------ |
| 2014   | Cambio de ruta                                   | Él mismo                                           |        |
| 2011   | Guerreros de corazón, espíritu de triunfo        | El Profe                                           |        |
| 2011   | Peligro mortal                                   | Don Roque Robles                                   |        |
| 2006   | Guadalupe                                        | Don Luis                                           |        |
| 2006   | Dos bien puestos                                 |                                                    |        |
| 2006   | La mesa que más aplauda                          |                                                    |        |
| 2004   | Superhéroe                                       |                                                    |        |
| 2004   | Juventud inquieta                                |                                                    |        |
| 2004   | En garras de la muerte                           |                                                    |        |
| 2002   | 100 kilos de plomo                               |                                                    |        |
| 2002   | Comando M-5                                      |                                                    |        |
| 2002   | Ángel de la noche                                |                                                    |        |
| 2001   | El zar del contrabando                           |                                                    |        |
| 2001   | Pánico en la frontera                            |                                                    |        |
| 2000   | El encabronado                                   |                                                    |        |
| 2000   | Diamantes colombianos                            | Saturnino                                          |        |
| 2000   | Noches de terror                                 |                                                    |        |
| 1999   | La vida loca                                     |                                                    |        |
| 1999   | Secuestro en Guerrero                            |                                                    |        |
| 1999   | El narco del año                                 |                                                    |        |
| 1999   | Kilos de muerte                                  |                                                    |        |
| 1999   | Reclusorio III                                   |                                                    |        |
| 1999   | Era cabrón el muchacho                           |                                                    |        |
| 1998   | Clave secreta                                    | Don Gabriel                                        |        |
| 1998   | Rapto sangriento                                 |                                                    |        |
| 1998   | La ciudad del crimen                             |                                                    |        |
| 1998   | Y se hizo justicia II                            |                                                    |        |
| 1998   | Carros robados                                   |                                                    |        |
| 1998   | Campos de ortigas                                |                                                    |        |
| 1997   | Doble fondo                                      |                                                    |        |
| 1997   | Por una mujer casada                             |                                                    |        |
| 1997   | La mafia nunca muere                             |                                                    |        |
| 1997   | La gran traición                                 |                                                    |        |
| 1997   | La hija del hacendado                            |                                                    |        |
| 1996   | La carreta de la muerte                          |                                                    |        |
| 1996   | Ruta 100                                         |                                                    |        |
| 1995   | La mafia no perdona                              |                                                    |        |
| 1995   | Escuadrón de honor                               |                                                    |        |
| 1995   | El hijo del pistolero                            |                                                    |        |
| 1995   | Ataque salvaje                                   |                                                    |        |
| 1995   | El barón de la coca                              |                                                    |        |
| 1994   | Vagabunda                                        | Don Pascual                                        |        |
| 1994   | Muerte a la mafia                                |                                                    |        |
| 1994   | Justicia                                         | Roberto Bronson                                    |        |
| 1993   | La muerte de un cardenal                         |                                                    |        |
| 1993   | Furia de barrio                                  |                                                    |        |
| 1993   | Círculo del vicio                                |                                                    |        |
| 1993   | Halcones de la muerte, espías mortales           | Don Edgar                                          |        |
| 1993   | Por error                                        |                                                    |        |
| 1992   | Milagro de Vietnam                               |                                                    |        |
| 1992   | Persecución infernal                             |                                                    |        |
| 1992   | Seducción sangrienta                             | Luis Alberto Fernández                             |        |
| 1992   | Horas violentas                                  | José                                               |        |
| 1992   | Sed de venganza                                  |                                                    |        |
| 1992   | La blazer blindada II                            | Antonio                                            |        |
| 1991   | ¿Pedro Infante vive?                             | Jorge Rocha                                        |        |
| 1991   | Silencio mortal                                  | Pedro Martínez                                     |        |
| 1991   | La mafia de Jalisco                              |                                                    |        |
| 1991   | El hijo del Santo en el poder de Omnicron        |                                                    |        |
| 1991   | Escuadrón suicida                                |                                                    |        |
| 1990   | Bestia nocturna                                  |                                                    |        |
| 1990   | Dios se lo pague                                 |                                                    |        |
| 1990   | Escape de la muerte V                            |                                                    |        |
| 1990   | Con el fuego en la sangre                        |                                                    |        |
| 1990   | Mala yerba nunca muere                           |                                                    |        |
| 1990   | La caída de Noriega                              |                                                    |        |
| 1990   | Pacto sangriento                                 |                                                    |        |
| 1990   | Marcados por el destino                          |                                                    |        |
| 1990   | La fuerza del odio                               |                                                    |        |
| 1990   | Reportaje sangriento                             |                                                    |        |
| 1990   | Emboscada                                        |                                                    |        |
| 1989   | Cabalgando con la muerte                         | Don Isidro                                         |        |
| 1989   | El fiscal de hierro                              |                                                    |        |
| 1989   | Garra de tigre                                   |                                                    |        |
| 1989   | Marcado por el odio                              |                                                    |        |
| 1988   | Los camaroneros                                  |                                                    |        |
| 1988   | La guerrera vengadora                            |                                                    |        |
| 1988   | El gran relajo mexicano                          |                                                    |        |
| 1988   | Justa venganza                                   |                                                    |        |
| 1988   | La puerta negra                                  | Don Cipriano                                       |        |
| 1987   | Hombres de arena                                 |                                                    |        |
| 1987   | Mojados de corazón                               |                                                    |        |
| 1987   | Matadero                                         |                                                    |        |
| 1987   | Fiera solitaria                                  |                                                    |        |
| 1987   | Lo negro del negro                               |                                                    |        |
| 1987   | El último desafío                                |                                                    |        |
| 1987   | Muelle rojo                                      | Emilio                                             |        |
| 1986   | Contrabando y muerte                             |                                                    |        |
| 1986   | La pintada                                       |                                                    |        |
| 1986   | O´ra es cuando chile verde                       |                                                    |        |
| 1985   | Cacería de traficantes                           |                                                    |        |
| 1985   | Rosa de la frontera                              |                                                    |        |
| 1985   | Forajidos en la mira                             |                                                    |        |
| 1985   | Golondrina presumida                             | Actor y director                                   |        |
| 1985   | El último disparo                                |                                                    |        |
| 1984   | El mexicano feo                                  |                                                    |        |
| 1984   | Noche de carnaval                                | Capitán de policía                                 |        |
| 1984   | México v.s. Estados Unidos                       |                                                    |        |
| 1984   | La muerte cruzó el río Bravo                     | Don Porfirio                                       |        |
| 1983   | Cazador de asesinos                              |                                                    |        |
| 1983   | Vuelven las sobrinas del diablo                  |                                                    |        |
| 1983   | Me lleva la tristeza                             |                                                    |        |
| 1983   | Fieras en brama                                  |                                                    |        |
| 1983   | Lazos de sangre                                  |                                                    |        |
| 1983   | Los dos matones                                  |                                                    |        |
| 1983   | El traficante                                    |                                                    |        |
| 1983   | Las sobrinas del diablo                          | Actor y director                                   |        |
| 1983   | Los gatilleros del diablo                        |                                                    |        |
| 1983   | Un adorable sinvergüenza                         |                                                    |        |
| 1983   | La venganza de María                             |                                                    |        |
| 1983   | Los hijos de Peralvillo                          |                                                    |        |
| 1983   | ¡Kung Fu Mortal! (Operación Zodiaco)             |                                                    |        |
| 1982   | El naco más naco                                 |                                                    |        |
| 1982   | En las garras de la ciudad                       |                                                    |        |
| 1982   | Un reverendo trinquetero                         |                                                    |        |
| 1982   | La virgen y el fotógrafo                         |                                                    |        |
| 1982   | Oro blanco, droga maldita                        |                                                    |        |
| 1982   | El extraño hijo del sheriff                      | Sheriff (también fue el guionista de la película)  |        |
| 1982   | La contrabandista                                |                                                    |        |
| 1981   | Perro callejero II                               |                                                    |        |
| 1981   | El héroe desconocido                             | Diputado                                           |        |
| 1981   | El color de nuestra piel                         | Don Ricardo Torres                                 |        |
| 1980   | Las grandes aguas                                |                                                    |        |
| 1980   | Blanca Nieves y... sus 7 amantes                 |                                                    |        |
| 1980   | La virgen y el fotógrafo (producción colombiana) |                                                    |        |
| 1980   | Hijos de tigre                                   |                                                    |        |
| 1980   | Perro callejero                                  |                                                    |        |
| 1980   | Te solté la rienda                               | Hermenegildo Carrasco                              |        |
| 1979   | El cortado                                       |                                                    |        |
| 1979   | La hija del odio                                 |                                                    |        |
| 1979   | Dimas de León                                    |                                                    |        |
| 1978   | Las noches de Paloma                             | General Othón Oropeza                              |        |
| 1978   | Los de abajo                                     |                                                    |        |
| 1978   | Víbora caliente                                  | Emiliano (también fue el guionista de la película) |        |
| 1975   | Un mulato llamado Martín                         |                                                    |        |
| 1975   | Y la mujer hizo al hombre                        |                                                    |        |
| 1975   | La trenza                                        | Cástulo                                            |        |
| 1975   | Presagio                                         | Mateo                                              |        |
| 1974   | Hermanos de sangre                               |                                                    |        |
| 1974   | La isla de los hombres solos                     | Capitán                                            |        |
| 1974   | Viento salvaje                                   |                                                    |        |
| 1973   | El amor tiene cara de mujer                      | Papá de Gloria                                     |        |
| 1973   | Carne de horca                                   | Mario                                              |        |
| 1972   | Vanessa                                          | Tony                                               |        |
| 1972   | El fantástico mundo de los hippies               |                                                    |        |
| 1972   | Jesús, María y José                              | Amroth                                             |        |
| 1971   | Los marcados                                     | El Pardo                                           |        |
| 1971   | El Santo en la venganza de la momia              | Sergio Morales                                     |        |
| 1971   | La sangre enemiga                                |                                                    |        |
| 1971   | El médico módico                                 |                                                    |        |
| 1971   | La venganza de Gabino Barrera                    |                                                    |        |
| 1971   | Ave sin nido                                     |                                                    |        |
| 1971   | La generala                                      | Coronel Feliciano López                            |        |
| 1970   | El tunco Maclovio                                | Yuma                                               |        |
| 1970   | El hermano Capulina                              |                                                    |        |
| 1970   | Juan el desalmado                                |                                                    |        |
| 1969   | El último pistolero                              |                                                    |        |
| 1969   | Los 7 proscritos                                 |                                                    |        |
| 1969   | Enigma de muerte                                 | Sandokan                                           |        |
| 1969   | El crepúsculo de un Dios                         |                                                    |        |
| 1969   | Primera comunión                                 |                                                    |        |
| 1969   | Mil máscaras                                     |                                                    |        |
| 1969   | Todo por nada                                    |                                                    |        |
| 1969   | ¡Arriba las manos, Texano!                       |                                                    |        |
| 1969   | Una horca para el Texano                         |                                                    |        |
| 1968   | Pasaporte a la muerte                            |                                                    |        |
| 1968   | Amor en las nubes                                |                                                    |        |
| 1968   | Vagabundo en la lluvia                           |                                                    |        |
| 1968   | María Isabel                                     | Jerónimo Curiel                                    |        |
| 1968   | Suave patria                                     |                                                    |        |
| 1967   | El imperio de Drácula                            | Barón Draculstein                                  |        |
| 1967   | La muerte en bikini                              |                                                    |        |
| 1967   | Crisol                                           | El Callao                                          |        |
| 1967   | Las mujeres panteras                             | Capitán Arturo Díaz                                |        |
| 1967   | Demonios sobre ruedas                            |                                                    |        |
| 1967   | Cruces sobre el yelmo                            |                                                    |        |
| 1967   | La muerte es puntual                             |                                                    |        |
| 1967   | Pedro Páramo                                     | Perseverancio                                      |        |
| 1967   | Acapulco a go-go                                 | Mario Treviño                                      |        |
| 1966   | La mano de Dios                                  |                                                    |        |
| 1966   | Los malvados                                     |                                                    |        |
| 1966   | Gatillo Veloz                                    |                                                    |        |
| 1966   | El tragabalas                                    |                                                    |        |
| 1965   | El hijo de Gabino Barrera                        |                                                    |        |
| 1965   | El Santo contra el estrangulador                 | Marcos                                             |        |
| 1965   | Amor de adolescente                              |                                                    |        |
| 1965   | Tarahumara (Cada vez más lejos)                  |                                                    |        |
| 1965   | Los dos cuatreros                                |                                                    |        |
| 1965   | Las lobas del ring                               | Bernardo                                           |        |
| 1965   | El padre del Diablo                              |                                                    |        |
| 1965   | El último cartucho                               | Figurín                                            |        |
| 1964   | La sombra del mano negra                         |                                                    |        |
| 1964   | Los fenómenos del fútbol                         |                                                    |        |
| 1964   | Dos caballeros de espada                         | Ganel                                              |        |
| 1964   | Las invencibles                                  |                                                    |        |
| 1964   | El espadachín                                    |                                                    |        |
| 1964   | El mundo de las drogas                           |                                                    |        |
| 1964   | Las hijas del Zorro                              |                                                    |        |
| 1964   | Las chivas rayadas                               |                                                    |        |
| 1964   | Las dos galleras                                 |                                                    |        |
| 1964   | Los hijos del condenado                          |                                                    |        |
| 1963   | Las vengadoras enmascaradas                      |                                                    |        |
| 1963   | La huella macabra                                |                                                    |        |
| 1963   | Tormenta en el ring                              | El cura o Señor Tormenta                           |        |
| 1963   | Tiburoneros                                      | El Costeño                                         |        |
| 1963   | Rostro infernal                                  |                                                    |        |
| 1963   | El señor Tormenta                                | El cura o Señor Tormenta                           |        |
| 1963   | La cabeza viviente                               |                                                    |        |
| 1963   | Los amigos Maravilla en el mundo de la aventura  |                                                    |        |
| 1962   | Tlayucán                                         | Doroteo                                            |        |
| 1962   | Pecado                                           |                                                    |        |
| 1962   | Lástima de ropa                                  |                                                    |        |
| 1962   | Los valientes no mueren                          |                                                    |        |
| 1962   | El extra                                         |                                                    |        |
| 1962   | Los amigos Maravilla                             |                                                    |        |
| 1962   | El ángel exterminador                            |                                                    |        |
| 1962   | La marca del gavilán                             |                                                    |        |
| 1962   | ¿Cuánto vale tu hijo?                            |                                                    |        |
| 1961   | Juan sin miedo                                   |                                                    |        |
| 1961   | ¡Viva Chihuahua!                                 |                                                    |        |
| 1961   | Suicídate, mi amor                               |                                                    |        |
| 1961   | Azahares rojos                                   |                                                    |        |
| 1961   | La sangre de Nostradamus                         |                                                    |        |
| 1960   | Verano violento                                  |                                                    |        |
| 1960   | La maldición de Nostradamus                      |                                                    |        |

## Ligações Externas
Eric del Castillo. no IMDb.